# Wilguens Paugain
Wilguens Raphael Polynice Paugain (Yvoy-le-Marron, 24 augustus 2001) is een Frans-Haïtiaans voetballer. Hij staat onder contract bij SV Zulte Waregem.

## Carrière

### Clubcarrière
Paugain begon zijn carrière bij het Franse AS Nomexy Vincey. In december 2008 stapte hij over naar SAS Épinal. Voor de aanvang van het seizoen 2015/16 sloot Paugain zich aan bij de jeugdopleiding van AS Nancy, waar hij vanaf 2019 voor het reserveteam mocht spelen. Voor het seizoen 2021/22 keerde hij terug naar Épinal, waar hij ook voor de reserves speelde. In juli 2022 vertrok de verdediger naar Cyprus om zich aan te sluiten bij de eersteklasser Akritas Chlorakas. Dat seizoen speelde hij 21 wedstrijden in de Eerste Divisie, waaruit hij en Akritas aan het einde van het seizoen degradeerden.
Paugain vertrok in september 2023 naar de Letse eersteklasser FK Auda. Hij speelde het hele seizoen drie keer in de Virslīga. In het seizoen 2024 speelde hij 18 wedstrijden voordat hij in juli 2024 naar de Oostenrijkse tweededivisieclub SKN St. Pölten vertrok, waar hij een contract kreeg dat liep tot 2026. Voor SKN speelde hij 14 wedstrijden in de 2. Liga. In februari 2025 vertrok Paugain op huurbasis naar België om zich aan te sluiten bij tweedeklasser SV Zulte Waregem. Na slechts één basisplaats en in totaal 119 speelminuten besloot Zulte Waregem de aankoopoptie in zijn huurcontract te lichten. Paugain tekende daarop een contract tot juni 2028 bij de club.

## Interlandcarrière
Paugain speelde in september 2018 twee keer voor het Franse U-18-elftal. Hij debuteerde in maart 2025 voor het Haïtiaans voetbalelftal in een vriendschappelijke wedstrijd tegen Azerbeidzjan.

## Clubstatistieken
| Seizoen         | Club               | Land                | Competitie      | Competitie | Competitie | Beker | Beker | Totaal | Totaal |
| Seizoen         | Club               | Land                | Competitie      | Wed.       | Dlp.       | Wed.  | Dlp.  | Wed.   | Dlp.   |
| --------------- | ------------------ | ------------------- | --------------- | ---------- | ---------- | ----- | ----- | ------ | ------ |
| 2018/19         | AS Nancy B         | Vlag van Frankrijk  | National 3      | 1          | 0          | —     | —     | 1      | 0      |
| 2020/21         | AS Nancy B         | Vlag van Frankrijk  | National 3      | 4          | 0          | —     | —     | 4      | 0      |
| 2022/23         | Akritas Chlorakas  | Vlag van Cyprus     | A Divizion      | 21         | 0          | 2     | 0     | 23     | 0      |
| 2023            | FK Auda            | Vlag van Letland    | Virslīga        | 18         | 0          | —     | —     | 18     | 0      |
| 2024            | FK Auda            | Vlag van Letland    | Virslīga        | 3          | 0          | —     | —     | 3      | 0      |
| 2024/25         | SKN St. Pölten     | Vlag van Oostenrijk | 2. Liga         | 14         | 0          | 1     | 0     | 15     | 0      |
| 2024/25         | → SV Zulte Waregem | Vlag van België     | Eerste klasse B | 3          | 0          | —     | —     | 3      | 0      |
| Carrière totaal | Carrière totaal    | Carrière totaal     | Carrière totaal | 64         | 0          | 3     | 0     | 67     | 0      |